# Кубок Англії з футболу 1909—1910
Кубок Англії з футболу 1909—1910 — 39-й розіграш найстарішого футбольного турніру у світі, Кубка виклику Футбольної Асоціації, також відомого як Кубок Англії. Вперше титул здобув Ньюкасл Юнайтед.

## Перший раунд
| Дата                  | Господарі                | Рахунок | Гості                |
| --------------------- | ------------------------ | ------- | -------------------- |
| 15 січня              | Бірмінгем Сіті           | 1:4     | Лестер Фосс          |
| 15 січня              | Блекпул                  | 1:1     | Барнслі              |
| 20 січня Перегравання | Барнслі                  | 6:0     | Блекпул              |
| 15 січня              | Честерфілд               | 0:0     | Фулгем               |
| 19 січня Перегравання | Фулгем                   | 2:1     | Честерфілд           |
| 15 січня              | Бристоль Сіті            | 2:0     | Ліверпуль            |
| 15 січня              | Бернлі                   | 2:0     | Манчестер Юнайтед    |
| 15 січня              | Бері                     | 2:1     | Глоссоп              |
| 15 січня              | Престон Норт-Енд         | 1:2     | Ковентрі Сіті        |
| 15 січня              | Сток                     | 1:1     | Ньюкасл Юнайтед      |
| 19 січня Перегравання | Ньюкасл Юнайтед          | 2:1     | Сток                 |
| 15 січня              | Лейтон                   | 0:0     | Нью Бромптон         |
| 19 січня Перегравання | Нью Бромптон             | 2:2     | Лейтон               |
| 24 січня Перегравання | Лейтон                   | 1:0     | Нью Бромптон         |
| 15 січня              | Ноттінгем Форест         | 3:2     | Шеффілд Юнайтед      |
| 15 січня              | Блекберн Роверз          | 7:1     | Аккрінгтон Стенлі    |
| 15 січня              | Грімсбі Таун             | 0:2     | Бристоль Роверз      |
| 15 січня              | Вулвергемптон Вондерерз  | 5:0     | Редінг               |
| 15 січня              | Мідлсбро                 | 1:1     | Евертон              |
| 19 січня Перегравання | Евертон                  | 5:3     | Мідлсбро             |
| 15 січня              | Вест-Бромвіч Альбіон     | 2:0     | Клептон Орієнт       |
| 15 січня              | Сандерленд               | 1:0     | Лідс Сіті            |
| 15 січня              | Дербі Каунті             | 5:0     | Міллволл             |
| 15 січня              | Гейнсборо Триніті        | 1:1     | Саутенд Юнайтед      |
| 19 січня Перегравання | Саутенд Юнайтед          | 1:0     | Гейнсборо Триніті    |
| 15 січня              | Воркінгтон               | 1:2     | Манчестер Сіті       |
| 15 січня              | Вулвіч Арсенал           | 3:0     | Вотфорд              |
| 15 січня              | Стокпорт Каунті          | 4:1     | Болтон Вондерерз     |
| 15 січня              | Нортгемптон Таун         | 0:0     | Венсдей              |
| 20 січня Перегравання | Венсдей                  | 0:1     | Нортгемптон Таун     |
| 15 січня              | Портсмут                 | 3:0     | Шрусбері Таун        |
| 15 січня              | Вест Гем Юнайтед         | 1:1     | Карлайл Юнайтед      |
| 20 січня Перегравання | Вест Гем Юнайтед         | 5:0     | Карлайл Юнайтед      |
| 15 січня              | Брайтон енд Гоув Альбіон | 0:1     | Саутгемптон          |
| 15 січня              | Норвіч Сіті              | 0:0     | Квінз Парк Рейнджерс |
| 19 січня Перегравання | Квінз Парк Рейнджерс     | 3:0     | Норвіч Сіті          |
| 15 січня              | Плімут Аргайл            | 1:1     | Тоттенгем Готспур    |
| 19 січня Перегравання | Тоттенгем Готспур        | 7:1     | Плімут Аргайл        |
| 15 січня              | Бредфорд Сіті            | 4:2     | Ноттс Каунті         |
| 15 січня              | Олдем Атлетік            | 1:2     | Астон Вілла          |
| 15 січня              | Крістал Пелес            | 1:3     | Свіндон Таун         |
| 15 січня              | Челсі                    | 2:1     | Галл Сіті            |
| 15 січня              | Бредфорд Парк-Авеню      | 8:0     | Бішоп Окленд         |

## Другий раунд
До другого раунду увійшли переможці першого раунду.
| Дата                  | Господарі               | Рахунок | Гості                |
| --------------------- | ----------------------- | ------- | -------------------- |
| 5 лютого              | Бристоль Сіті           | 1:1     | Вест-Бромвіч Альбіон |
| 9 лютого Перегравання | Вест-Бромвіч Альбіон    | 4:2     | Бристоль Сіті        |
| 5 лютого              | Саутгемптон             | 0:5     | Манчестер Сіті       |
| 5 лютого              | Астон Вілла             | 6:1     | Дербі Каунті         |
| 5 лютого              | Вулвергемптон Вондерерз | 2:5     | Вест Гем Юнайтед     |
| 5 лютого              | Сандерленд              | 3:1     | Бредфорд Парк-Авеню  |
| 5 лютого              | Евертон                 | 5:0     | Вулвіч Арсенал       |
| 5 лютого              | Свіндон Таун            | 2:0     | Бернлі               |
| 5 лютого              | Лестер Фосс             | 3:2     | Бері                 |
| 5 лютого              | Стокпорт Каунті         | 0:2     | Лейтон               |
| 5 лютого              | Ньюкасл Юнайтед         | 4:0     | Фулгем               |
| 5 лютого              | Барнслі                 | 4:0     | Бристоль Роверз      |
| 5 лютого              | Нортгемптон Таун        | 0:0     | Ноттінгем Форест     |
| 9 лютого Перегравання | Ноттінгем Форест        | 1:0     | Нортгемптон Таун     |
| 5 лютого              | Портсмут                | 0:1     | Ковентрі Сіті        |
| 5 лютого              | Бредфорд Сіті           | 1:2     | Блекберн Роверз      |
| 5 лютого              | Челсі                   | 0:1     | Тоттенгем Готспур    |
| 5 лютого              | Саутенд Юнайтед         | 0:0     | Квінз Парк Рейнджерс |
| 9 лютого Перегравання | Квінз Парк Рейнджерс    | 3:2     | Саутенд Юнайтед      |

## Третій раунд
До третього раунду увійшли переможці другого раунду. 
| Дата                   | Господарі            | Рахунок | Гості                |
| ---------------------- | -------------------- | ------- | -------------------- |
| 19 лютого              | Астон Вілла          | 1:2     | Манчестер Сіті       |
| 19 лютого              | Евертон              | 2:0     | Сандерленд           |
| 19 лютого              | Свіндон Таун         | 3:2     | Тоттенгем Готспур    |
| 19 лютого              | Лейтон               | 0:1     | Лестер Фосс          |
| 19 лютого              | Ньюкасл Юнайтед      | 3:1     | Блекберн Роверз      |
| 19 лютого              | Барнслі              | 1:0     | Вест-Бромвіч Альбіон |
| 19 лютого              | Ковентрі Сіті        | 3:1     | Ноттінгем Форест     |
| 19 лютого              | Квінз Парк Рейнджерс | 1:1     | Вест Гем Юнайтед     |
| 24 лютого Перегравання | Вест Гем Юнайтед     | 0:1     | Квінз Парк Рейнджерс |

## Четвертий раунд
У цьому раунді зіграли переможці попереднього етапу.
| Дата      | Господарі       | Рахунок | Гості                |
| --------- | --------------- | ------- | -------------------- |
| 5 березня | Свіндон Таун    | 2:0     | Манчестер Сіті       |
| 5 березня | Ньюкасл Юнайтед | 3:0     | Лестер Фосс          |
| 5 березня | Барнслі         | 1:0     | Квінз Парк Рейнджерс |
| 5 березня | Ковентрі Сіті   | 0:2     | Евертон              |

## Півфінали
У півфіналах зіграли команди, що перемогли на попередньому етапі.
| Дата                    | Господарі       | Рахунок | Гості        |
| ----------------------- | --------------- | ------- | ------------ |
| 26 березня              | Ньюкасл Юнайтед | 2:0     | Свіндон Таун |
| 26 березня              | Барнслі         | 0:0     | Евертон      |
| 31 березня Перегравання | Барнслі         | 3:0     | Евертон      |

## Фінал
| 23 квітня 1910 |

| Барнслі     | 1:1      | Ньюкасл Юнайтед |
| ----------- | -------- | --------------- |
| Тафнелл 37' | Протокол | Радерфорд 83'   |

| Крістал Пелес, Лондон Глядачів: 77 747 Арбітр: Дж.Т.Ібботсон |

Перегравання
| 28 квітня 1910 |

| Барнслі | 0:2      | Ньюкасл Юнайтед        |
| ------- | -------- | ---------------------- |
|         | Протокол | Шеперд 52', 62' (пен.) |

| Гудісон Парк, Ліверпуль Глядачів: 60 000 Арбітр: Дж.Т.Ібботсон |